# Fernão Gomes
Fernão Gomes da Mina (Lisboa, siglo XV - ?) fue un comerciante y explorador portugués de Lisboa recordado por haber contribuido a la exploración de las costas africanas durante el tiempo en que arrendó a la Corona portuguesa el contrato de comercio en exclusiva en el golfo de Guinea.

## Biografía
Fernão Gomes era hijo de Tristão Gomes de Brito, de quien se decía era descendiente por línea varonil de los Britos. En 1469, el rey Afonso V, a la muerte del Infante D. Henrique, le concedió por arrendamiento el monopolio del contrato del comercio del golfo de Guinea, contra una renta anual de 200.000 reales, comprometiéndose Gomes, «honrado ciudadano de Lisboa» a continuar con los descubrimientos pues la exclusividad fue otorgada con la «condición de que en cada uno de los cinco años, se descubrieran por la costa cien leguas de manera que al final del arrendamiento hubiese 500 leguas descubiertas» (más tarde, el acuerdo fue prorrogado por un año). Este avance terrestre, del cual no hay grandes pormenores, habría sido comenzado desde Sierra Leona, donde habían llegado Pedro Sintra y Soeiro da Costa.
Debía también servirse de dos capitanes, João de Santarém e Pedro Escobar (navegante), ambos caballeros de la Casa de D. Alfonso V, que tenían por pilotos a Martim Fernandes, natural de Lisboa, y Álvaro Esteves, ambos moradores en Lagos. Se le concedió, además, por más de 100.000 reales al año, la exclusividad del comercio de un sustituto popular de la pimienta a lo que entonces se llamaba malagueta (una pimienta de guinea, Aframomum melegueta).
Fernão Gomes se encargó de promover la exploración de la costa atlántica de África, y lo hizo incluso más allá de lo convenido en el contrato. Con su patrocinio los portugueses llegaron al cabo de Santa Catarina, en el hemisferio sur, y también encontraron las islas del golfo de Guinea. Gomes tuvo el apoyo de buenos navegantes, como los ya citados Santarém, Escobar y Sintra, y Lopo Gonçalves y Fernão do Pó.
Tuvo tan buena suerte en el intento que a principios de 1471 llegó a Mina, donde descubrió un floreciente comercio de rescate de oro de aluvión entre los locales, donde ganó mucho dinero.
Con los beneficios obtenidos en el comercio africano y con su gente, Gomes auxilió y sirvió al rey Alfonso V en la conquista de Alcazarseguir, Arcila y Tánger. En esta plaza ahora marroquí fue hecho caballero, armado por el mismo rey. Teniendo en cuenta los ingresos que le proporcionó, incluyendo el comercio en su almacén en Mina, le dio por Carta de 29 de agosto de 1474 el apellido «da Mina» y nuevas armas, un escudo de plata con tres cabezas de negros de su corte, con collares y argollas de oro en las orejas y la nariz; timbre: una cabeza del escudo. Más tarde, en 1478, colmado con honores y con un papel de enorme influencia en la economía del reino, fue nombrado miembro del Conselho Real.
En 1482, dadas las enormes ganancias, el nuevo rey João II de Portugal ordenó la construcción de la fábrica y Fortaleza de São Jorge da Mina, en torno a la industria minera del oro.

## Matrimonio y descendencia
Fernão Gomes da Mina se casó en Lisboa con Catarina Leme, hija bastarda de Martim Leme, o Velho, mercader flamenco honrado, y Leonor Rodríguez. Su esposa, enviudando, se volvió a casar con João Rodrigues Pais, hijo de Paio Rodrigues Anes y de su primera esposa, Isabel Anes, con quien tuvo descendencia, varioshijos e hijas, quien continuaron con su nuevo apellido, que parece que no fue de larga duración:
- Catarina Leme, casada con João Rodrigues Pais, hijo de Paio Rodrigues Anes y de su primera mujer Isabel Anes, con descendencia.[8]
- Nuno Fernandes da Mina, casado por primera vez con Isabel Queimado, con descendencia, y casado por segunda vez com Violante de Brito, hija bastarda de Estêvão de Brito, Alcaide Mor de Beja, con descendencia.